# Palatogobius paradoxus
Palatogobius paradoxus és una espècie de peix de la família dels gòbids i de l'ordre dels perciformes.

## Morfologia
- Els mascles poden assolir 3,5 cm de longitud total.[4][5]

## Hàbitat
És un peix marí, de clima tropical i demersal.

## Distribució geogràfica
Es troba a l'Atlàntic occidental: des del nord-est del Golf de Mèxic fins a les Petites Antilles.

## Observacions
És inofensiu per als humans.